# سیارک ۷۷۸

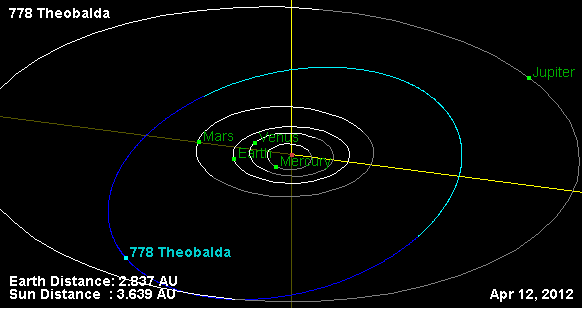
سیارک ۷۷۸

سیارک ۷۷۸ (به انگلیسی: 778 Theobalda، نامگذاری:1914UA) هفتصد و هفتاد و هشتمین سیارک کشف شده‌است که در ۲۵ ژانویه ۱۹۱۴ و در هایدلبرگ کشف شد.
قدر مطلق سیارک برابر ۹٫۶۶ است.